# Susan Rojcewicz
Susan Marie « Sue » Rojcewicz, née le 29 mai 1953 à Worcester, dans le Massachusetts, est une ancienne joueuse américaine de basket-ball. Elle évolue au poste d'arrière.

## Palmarès
- Finaliste des Jeux olympiques 1976
- Vainqueur des Jeux panaméricains de 1975